# Adelövs kyrka

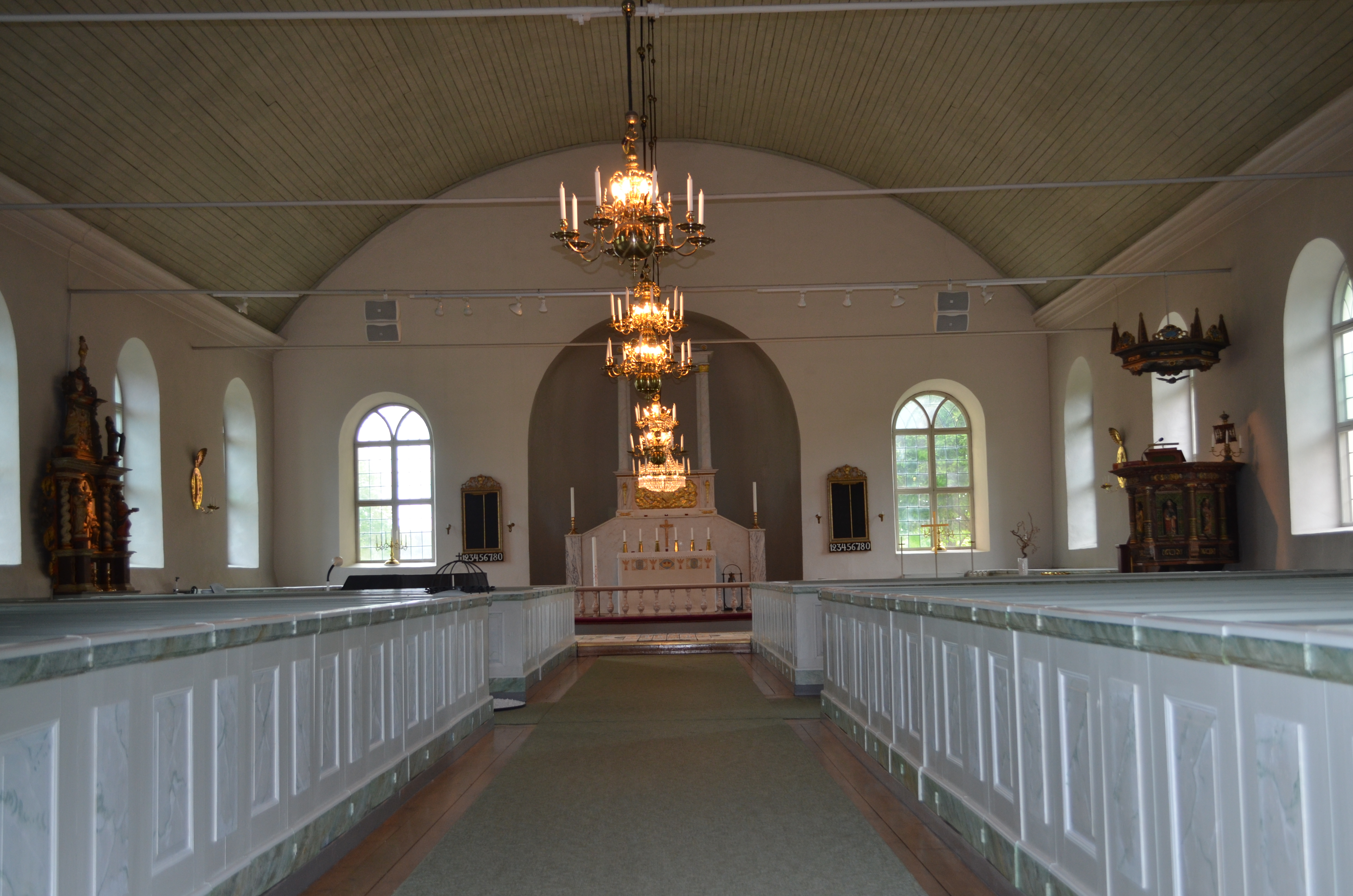
Adelöv kyrkas kyrkosal

Adelövs kyrka är en kyrkobyggnad som tillhör Adelövs församling i Linköpings stift.

## Kyrkobyggnaden
Första kyrkan på platsen var av trä och uppfördes omkring år 1200. Denna ersattes 1427 av en ny träkyrka. Till kyrkan hörde en klockstapel. Vid början av 1800-talet var kyrkan så förfallen att man beslöt sig för att bygga en ny. 1834 såldes gamla kyrkan på auktion, men de flesta inventarier av konstnärligt värde undantogs och återfinns i den nya kyrkan.
Nuvarande stenkyrka i Karl Johansstil uppfördes 1830 - 1833 efter ritningar av Fredrik Blom i Stockholm. Kyrkan består av ett rektangulärt långhus med öst-västlig orientering. Vid långhusets västra kortsida finns huvudingången och vid östra kortsidan är ovanligt nog tornet placerat, vilket innebär att kyrkan är en östtornskyrka. Tornet är placerat öster om koret och har en sakristia i bottenvåningen.
Kyrkorummets innertak har ett tunnvalv.

## Inventarier
- Gamla kyrkans altaruppsats är gjord 1731 av Anders Ekeberg. Sedan 1938, efter restaurering och konservering, står den vid norra långväggen.
- Ett medeltida triumfkrucifix står uppställt vid norra långväggen.
- Två medeltida altarskåpsdörrar förvaras i kyrkans museirum. Fem figurer i snidad ek från senmedeltiden hörde sannolikt till samma altarskåp som dörrarna.
- I tornet hänger tre klockor. Mellanklockan från 1676 är en gåva av Per Brahe d.y. Övriga två klockor är av okänd ålder.

## Orgel
- 1690 betaldes en orgelbyggare och 1696 renoverades orgeln och en stämma tillfogades. År 1731 reparerades verket ånyo, denna gång av Lars Solberg.
- 1831 byggdes en orgel av Nils Ahlstrand från Norra Solberga.
- 1878 byggde Carl Elfström en orgel med sjutton stämmor och två manualer och pedal. Den omändrades 1968 av Reinhard Kohlus.
- Det nuvarande mekaniska verket är byggt 1985 av Hammarbergs Orgelbyggeri AB. Fasaden är bibehållen från 1878 års orgel.

| Huvudverk I   | Svällverk II    | Pedal         | Koppel |
| Borduna 16’   | Borduna 8’      | Subbas 16’    | I/P    |
| Princial 8’   | Salicional 8’   | Violoncell 8’ | II/P   |
| Rörflöjt 8’   | Principal 4’    | Flöjtbas 4'   | II/I   |
| Gamba 8’      | Flöjt 4’        | Basun 16'     |        |
| Oktava 4’     | Svegel 2'       |               |        |
| Tvärflöjt 4’  | Sesquialtera II |               |        |
| Kvinta 2 2⁄3' | Mixtur III      |               |        |
| Oktava 2'     | Tremulant       |               |        |
| Trumpet 8'    |                 |               |        |

### Diskografi
Inspelningar av musik framförd på kyrkans orgel.
- Trygg kan jag vandra / Bergholm, Tina, sopran ; Albertsson, Fredrik, orgel. CD. TRYGG2016. 2016.

### Webbkällor
- Tranås kyrkliga samfällighet
- Jönköpings läns museum, rapport
- Robin Gullbrandsson: Adelövs kyrkogård, Byggnadsvårdsrapport 2006:94, Jönköpings läns museum
- Wikimedia Commons har media som rör Adelövs kyrka.